# فرودگاه صحرایی نان‌هووسن
فرودگاه صحرایی نان‌هووسن (به انگلیسی: Nannhousen Airfield) (به زبان بومی: Flugplatz Nannhousen) یک فرودگاه همگانی است که یک باند فرود چمن دارد و طول باند آن ۵۶۰ متر است. این فرودگاه در کشور آلمان قرار دارد و در ارتفاع ۳۷۳ متری از سطح دریا واقع شده‌است.